# Unió Regional Valencianista
Unió Regional Valencianista (inicialmente Unión Regional Valenciana) fue un partido político español de ámbito valenciano de carácter regionalista en la línea denominada blavera, fundado en octubre de 1977 por dirigentes de las entidades culturales valencianistas y políticos reformistas del franquismo excluidos de la UCD y a otros de carácter más nacionalista e izquierdista.
Tenía como objetivo la defensa de la personalidad valenciana, y la implantación de símbolos valencianistas como la Real Señera y la denominación de Reino de Valencia, oponiéndose a la adopción de los símbolos que consideraban "catalanistas" y decididos partidarios a que la Comunidad Valenciana alcanzara la autonomía por la vía del artículo 151 de la Constitución española de 1978, proponiendo un Estatuto de Autonomía para la “Nació Valenciana” en la que se derogaba el Decreto de nueva planta exigiendo el Derecho de Autodeterminación propugnando la vía del artículo 151 (como Cataluña y el País Vasco).
En las elecciones generales de 1979 se presentó únicamente en la provincia de Valencia y obtuvo 15 694 votos (1,46 % de los votos) sin alcanzar representación.
En las elecciones municipales de 1979 obtuvo 17 342 votos en la ciudad de Valencia (5,15 % de los votos) y un acta de concejal, lo que le permitió tener cierto protagonismo durante el conflicto identitario conocido como la batalla de Valencia. Fue elegido concejal Vicente Blasco-Ibáñez Tortosa por la URV, nieto del célebre novelista y político valenciano Vicente Blasco Ibáñez.
Tras la celebración del I Congreso de URV en octubre de 1979 se impuso la tendencia progresista, refundándose el partido como Esquerra Nacionalista Valenciana, y produciéndose el abandono de los sectores más conservadores con figuras como Vicente González Lizondo.
Este grupo que abandonó el partido en 1979 constituye el germen de Unió Valenciana (UV), fundada en 1982.